# Афолаби, Джонатан
Джонатан Свенсон Афолаби Ойеволе (англ. Jonathan Swanson Afolabi Oyewole; род. 14 января 2000, Дублин) — ирландский футболист, нападающий бельгийского клуба «Кортрейк».

## Клубная карьера

### «Селтик»

#### Начало карьеры
Футбольную карьеру футболист начинал в дублинских академиях таких клубов как «Шемрок Роверс» и «Сент-Джозефс Бойз». Летом 2016 года футболист перебрался в структуру английского клуба «Саутгемптон», где выступал за юношеские и молодёжные команды. В августе 2019 года футболист перешёл в шотландский «Селтик», с которым подписал трёхлетний контракт. В шотландском клубе футболист отправился выступать за резервную команду, где и провёл первую половину сезона, к основной команде ни разу не привлекавшись.

#### Аренда в «Данфермлин Атлетик»
В январе 2020 года футболист на правах арендного соглашения присоединился к шотландскому клубу «Данфермлин Атлетик» до конца сезона. Дебютировал за клуб футболист 1 февраля 2020 года в матче против клуба «Куин оф зе Саут», выйдя на поле в стартовом составе. Дебютный гол за клуб футболист забил 29 февраля 2020 года в матче против клуба «Данди Юнайтед». За клуб футболист успел отличился 2 забитыми голами в 6 матчах, после чего в марте 2020 года чемпионат был приостановлен из-за Пандемии COVID-19. В апреле 2020 года футболист покинул клуб.

#### Аренда в «Данди»
В сентябре 2020 года футболист на правах арендного соглашения присоединился к клубу «Данди» до конца сезона. Дебютировал за клуб футболист 16 октября 2020 года в матче против клуба «Харт оф Мидлотиан», выйдя на замену в начале второго тайма. Дебютный гол за клуб футболист забил 24 октября 2020 года в мате против клуба «Гринок Мортон». На протяжении сезона футболист был игроком замены, отличившись 4 забитыми голами во всех турнирах. По итогу сезона вместе с клубом стал серебряным призёром чемпионата. По окончании срока аренды футболист покинул клуб.

#### Аренда в «Эр Юнайтед»
В августе 2021 года футболист на правах арендного соглашения присоединился к клубу «Эр Юнайтед». Дебютировал за клуб футболист 2 августа 2021 года в матче против клуба «Килмарнок», выйдя на замену на 67 минуте. Дебютный гол за клуб футболист забил 23 октября 2021 года в матче против клуба «Арброт». На протяжении сезона футболист выступал за клуб чередуя матчи в стартовом составе и со скамейки запасных, отличившись своим единственным забитым голом и результативной передачей. В феврале 2022 года футболист был отозван из аренды.

#### Аренда в «Эйрдрионианс»
В феврале 2022 года футболист на правах арендного соглашения присоединился к клубу «Эйрдрионианс» до конца сезона. Дебютировал за клуб футболист 12 февраля 2022 года в матче против клуба «Монтроз», выйдя на замену на 76 минуте. Дебютный гол за клуб футболист забил 19 февраля 2022 года в матче против клуба «Питерхед». По итогу сезона футболист вместе с клубом стал серебряным призёром чемпионата, отправившись в раунд плей-офф. За сезона футболист отличился за клуб 3 забитыми голами и 2 результативными передачами. По окончании срока аренды футболист покинул клуб, а затем и «Селтик» по истечении срока действия контракта.

### «Богемиан»
В августе 2022 года футболист перешёл в ирландский клуб «Богемиан». Дебютировал за клуб футболист 7 августа 2022 года в матче против клуба «Слайго Роверс», выйдя на замену на 81 минуте. Дебютный гол за клуб футболист забил 26 августа 2022 года в матче Кубка Ирландии против клуба «Лукан Юнайтед». Однако вскоре футболист получил серьезную травму и выбыл до конца сезона. К началу нового сезона футболист полностью восстановился и вернулся в распоряжение основной команды. Дебютный гол в чемпионате футболист забил 10 марта 2023 года в матче против клуба «Сент-Патрикс Атлетик». Футболист был признан лучшим игроком июля 2023 года в рамках чемпионата, отличившись 9 забитыми голами в 7 матчах подряд, дважды оформив дубль. Вместе с клубом футболист стал серебряным призёром Кубка Ирландии, где в финале 12 ноября 2023 года уступили клубу «Сент-Патрикс Атлетик», где футболист также отличился забитым голом. По итогу сезона футболист отличился 20 забитыми голами и 7 результативными передачами во всех турнирах. Также футболист с 15 голами стал лучшим бомбардиром чемпионата.

### «Кортрейк»
В декабре 2023 года футболист перешёл в бельгийский клуб «Кортрейк», подписав контракт до июня 2026 года. Дебютировал за клуб футболист 20 января 2024 года в матче против льежского «Стандарда», выйдя на замену на 65 минуте. Дебютный гол за клуб футболист забил 30 января 2024 года в матче против клуба «Брюгге».

## Международная карьера
В сентябре 2017 года футболист получил вызов в юношескую сборную Ирландии до 19 лет, за которую дебютировал в товарищеских матчах против сборной Чехии. В октябре 2017 года в составе сборной футболист отправился на квалификационные матчи юношеского чемпионата Европы. Дебютными голами за сборную футболист отличился 7 октября 2017 года в матче против сборной Кипра, оформив дубль. В июле 2019 года футболист вместе со сборной отправился на юношеский чемпионат Европы. Первый матч на турнире футболист сыграл 15 июля 2019 года против сборной Норвегии. В матче 21 июля 2019 года футболист отличился забитым голом против сборной Чехии.
В сентябре 2019 года футболист получил вызов в молодёжную сборную Ирландии для участия в квалификациях молодёжного чемпионата Европы. Дебютировал за сборную футболист 6 сентября 2019 года в матче против сборной Армении. Дебютный гол за сборную футболист забил 26 марта 2021 года в товарищеском матче против сборной Уэльса.
В сентябре 2023 года футболист попал в расширенный список футболистов, получивших вызов в национальную сборную Ирландии, однако в окончательную заявку так и не попал.